# اچ‌دی ۱۸۹۷۳۳ بی
اچ‌دی ۱۸۹۷۳۳ بی (انگلیسی: HD 189733 b) یک سیاره فراخورشیدی در صورت فلکی روباهک است که تقریباً ۶۴٫۵ سال نوری (۱۹٫۸ پارسک) از منظومه شمسی فاصله دارد
. اخترشناسان در فرانسه در ۵ اکتبر ۲۰۰۵، سیاره‌ای را که به دور ستاره اچ‌دی ۱۸۹۷۳۳ می‌چرخد، با مشاهده عبور آن از روی صورت ستاره کشف کردند. اچ‌دی ۱۸۹۷۳۳ بی با جرم ۱۱٫۲ درصد بیشتر از مشتری و شعاع ۱۱٫۴ درصد بیشتر، هر ۲٫۲ روز یک بار با سرعت مداری ۱۵۲ کیلومتر در ثانیه (۱۵۲۰۰۰ متر در ثانیه؛ ۳۴۰۰۰۰ مایل در ساعت) به دور ستاره میزبان خود می‌چرخد.
اچ‌دی ۱۸۹۷۳۳ بی نزدیکترین مشتری داغ در حال گذر به زمین، اچ‌دی ۱۸۹۷۳۳ بی موضوع رصد جوی نزدیک بوده است. دانشمندان آن را با ابزارهایی با وضوح بالا و پایین، هم از زمین و هم از فضا، مطالعه کرده‌اند.
محققان دریافته‌اند که آب و هوای سیاره شامل بارش شیشه مذاب است. اچ‌دی ۱۸۹۷۳۳ بی همچنین اولین سیاره فراخورشیدی بود که نقشه حرارتی آن ساخته شد،
احتمالاً از طریق قطب‌سنجی، رنگ کلی آن به (آبی عمیق) تعیین شد، [۳] و گذر آن نیز مشاهده شد. طیف پرتو ایکس و وجود دی‌اکسید کربن در جو آن تأیید شده است.
در ژوئیه ۲۰۱۴، ناسا کشف اتمسفر بسیار خشک را در سه سیاره فراخورشیدی که به دور ستارگان خورشید مانندی می‌چرخند، اعلام کرد: HD 189733 b, HD 209458 ، [۱۲] و واسپ-۱۲بی